# Адам Спитек Бжеський
Адам Спитек Бжеський (або Адам Брестський, пол. Adam Spytek Brzeski; ? — 1657, Чигирин) — державний діяч Речі Посполитої та короткочасно Війська Запорозького, пінський стольник (1646—1657) й підстароста (1646—1649).

## Життєпис
Народився у родині Павла Бжеського та пані N Ґлуховської. Належав до роду Бжеських з Неборова герба Правдич. Мав 3 братів: Павла, Самуеля (пінський чашник) та Вавжинця (вишгродський хорунжий). 
Двічі одружувався. Перша дружина — Зузанна Йорданівна з Краківських, з якою мав дочку Кристину, видану за пана Пшерадовського, підстолія новогрудського. Вдруге одружився з Цецилією Войнянською, донькою мерецького старости, вона дарувала двох синів, Яна та Олександра, і трьох доньок.
Обійняв посади пінського стольника і підстарости у 1646 році. У 1648 році був одним з електорів від Пінського повіту, які підтримали обрання Яна II Казимира новим монархом Речі Посполитої. У 1654 році як посол від пінського сеймику брав участь у надзвичайному сеймі.
У червні 1657 року, під час повстання під проводом Хмельницького, разом з маршалком Лукашем Єльським на чолі посольства від шляхти Пінського повіту вирушив у Чигирин, у якому 20 червня 1657 року посли склали присягу на вірність Війську Запорозькому та гетьману Богданові Хмельницькому. Тоді ж, перебуваючи з посольством у Чигирині, помер.
За твердженням краєзнавця Володимира Леонюка, шляхтича звали Адам Спитко й він був берестейським стольником, проте ця звістка не знаходить підтвердження в інших джерелах.